# 聖佩德羅-德布埃納維斯塔
聖佩德羅-德布埃納維斯塔（西班牙語：San Pedro de Buena Vista），是玻利維亞西南部波托西省查尔卡斯县的市鎮，并为该县的县府所在地。海拔高度2,668米，每年平均降雨量約560毫米。市镇面积为6,776平方公里，2002年人口数量为955人。